# 医药品医疗机器综合机构
医药品医疗机器总合机构（日语：医薬品医療機器総合機構），简称。
该机构的职责是防范医药品副作用以及生物制成品可能带来的副作用以及对副作用危害的及时评估与应对，从而帮助提高药品的质量，有效性和安全性，改善公共卫生状况。
其工作范围包括对藥品副作用的救助（参见医药品副作用受害救济制度），依法对医药品、医疗器械及其关联业务进行审查，保障医药品及医疗器械的安全性并且提供安全应对措施与医疗品的相关信息。

## 职员
- 第1代理事長：宫岛彰（原厚生劳动省医药局长）
- 第2代理事長：近藤达也（前国立国际医疗中心医院院长）

大约2成的職員，以及约八成部长及以上的干部成员，都是从厚生勞動省在职人员中借调。。

## 沿革
- 2004年4月1日 - 统合国立医药品食品衛生研究所医药品医疗器械审查部门、医药品副作用被害救济兼研究振兴调查机构、医疗机器中心的一部分职能，合并成立医药品医疗机器总合机构。
- 2005年4月1日 - 将振兴医学科研的任务移交给独立行政法人医药基盘研究所。

## 脚注
1. ↑  .   [2018-03-17]. （原始内容存档于2018-03-26）.
2. ↑  厚生労働省『薬害肝炎事件の検証及び再発防止のための医薬品行政のあり方検討委員会』第21回会合資料　PMDA及び厚労省職員アンケート その1 （页面存档备份，存于）、その2 （页面存档备份，存于）、その3 （页面存档备份，存于）、その4 （页面存档备份，存于）、その5 （页面存档备份，存于）